# Техаська різанина бензопилою: Початок
Техаська різанина бензопилою: Початок (англ. The Texas Chainsaw Massacre: The Beginning) — американський фільм жахів знятий у 2006 році. Це приквел, до відомого фільму Маркуса Ніспела. Фільм отримав дуже низькі оцінки критиків

## Сюжет
Сім'я Г'юїтт усиновляє дитину з хворобою шкіри. Коли він виріс, то влаштувався працювати на м'ясопереробний завод. Після звільнення він убив директора і втік. На той момент місто покинули всі мешканці, і дядько вбивці застрелив шерифа і зайняв його місце. Сім'я Г'юїт почала вбивати проїжджаючих мандрівників та байкерів. Новий шериф був людожером, і прищепив канібалізм всій родині. В цей же час, два брати з подружками їхали через штат до пункту призову. Вони були атаковані гангстером, шериф врятував їх, але забрав із собою.